# 小地獄 (特拉華州)
小地獄（英語：Little Hell）是位於美國特拉華州肯特縣的一個非建制地區。該地的面積和人口皆未知。

## 地理
小地獄的座標為39°00′N 75°30′W / 39°N 75.5°W，而該地的平均海拔高度為8米（即26英尺）。